# Premier collège du Nord (Lille) de 1831 à 1848
Le premier collège du Nord était l'une des 12 circonscriptions législatives françaises que comptait le département du Nord pendant la Monarchie de Juillet.

## Description géographique et démographique
Le 1er collège du Nord (Lille) était situé à la périphérie de l'agglomération lilloise. Située entre les arrondissements d'Hazebrouck et de Douai, la circonscription est centrée autour de la ville de Lille.
Elle regroupait les divisions administratives suivantes : Canton de Lille-Centre et Canton de Lille-Ouest.

## Historique des députations
| Législature    | Début de mandat | Fin de mandat   | Député élu              | Parti politique        | Observations |
| -------------- | --------------- | --------------- | ----------------------- | ---------------------- | ------------ |
| 2e législature | 5 juillet 1831  | 25 mai 1834     | François Barrois-Virnot | Majorité ministérielle |              |
| 3e législature | 21 juin 1834    | 3 octobre 1837  | Adolphe Delespaul       | Opposition dynastique  |              |
| 4e législature | 4 novembre 1837 | 2 février 1839  | Adolphe Delespaul       | Opposition dynastique  |              |
| 5e législature | 2 mars 1839     | 12 juin 1842    | Adolphe Delespaul       | Opposition dynastique  |              |
| 6e législature | 9 juillet 1842  | 6 juillet 1846  | Adolphe Delespaul       | Opposition dynastique  |              |
| 7e législature | 1er août 1846   | 24 février 1848 | Adolphe Delespaul       | Opposition dynastique  |              |